# Zauvijek moja
"Zauvijek moja" je pop pjesma crnogorskog glazbenog sastava No Name koja je predstavljala Srbiju i Crnu Goru na Eurosongu 2005. godine u Kijevu.
Nakon što je Željko Joksimović sa svojom pjesmom "Lane moje" prethodne godine u Istanbulu osvojio drugo mjesto, No Name su imali direktan plasman u finale Eurosonga. U finalu su nastupali 12., prije Danske i poslije Izraela. Nakon tele-votinga, pjesma je dobila ukupno 137 bodova, dobivši maksimalnih 12 bodova od Hrvatske, Austrije i Švicarske, čime je osvojila 7. mjesto i Srbiji i Crnoj Gori ponovo osigurala direktan nastup u finalu.
Sljedeće je godine skupina No Name ponovo pobijedila u nacionalnom finalu s pjesmom "Moja ljubavi", no došlo je do internog konflikta jer crnogorski žiri nije dao niti boda srpskim izvođačima tako da je Srbija i Crna Gora povukla svog predstavnika s natjecanja te godine. Njihovo mjesto u finalu je zauzela Hrvatska. 